# Raffaele Falcone
Raffaele Falcone (Acri, 15 gennaio 1832 – Acri, 30 settembre 1907) è stato un militare italiano.
Fu una delle figure centrali nella repressione del brigantaggio nell'Italia post-unitaria. Figlio di una delle famiglie nobili più importanti di Acri, imparentata con i Sanseverino e legata anche alla casata Giannone, Falcone è ricordato come ufficiale coraggioso, stratega acuto e uomo di grande rettitudine morale. Fratello di Giovan Battista Falcone, patriota caduto durante la Spedizione di Sapri, ne ereditò il fervore risorgimentale, combattendo nella sua terra contro una delle piaghe più violente del Mezzogiorno: il brigantaggio.

## La lotta contro il brigantaggio
All'indomani dell'Unità d'Italia, le montagne calabresi si trasformarono in rifugi per bande armate spesso composte da ex soldati borbonici, delinquenti comuni e disertori, in aperta ribellione contro lo Stato unitario. In questo contesto, Raffaele Falcone si distinse fin da subito come capitano e poi maggiore della Guardia Nazionale di Acri, collaborando con l'esercito regolare in decine di operazioni mirate.
Nel luglio del 1861, una banda di 275 briganti saccheggiò il comune di Figline di Cosenza. La situazione fu riportata sotto controllo dall'intervento del 29º reggimento di linea e dalla Guardia Nazionale guidata da Falcone, costringendo i criminali alla fuga verso la Sila.
Lo stesso anno, Raffaele Falcone catturò il noto brigante Gaetano de Rosa, un tempo borbonico e poi divenuto famigerato per le sue azioni cruente nella zona. La notizia fu accolta con grande rilievo dalla stampa dell'epoca, che lo definì “il bravo giovane Falcone”.

### Rapimento del vescovo di Tropea
Un episodio celebre della carriera di Falcone fu il salvataggio del vescovo di Tropea. Nel 1863, il brigante Pietro Monaco e sua moglie Maria, travestita da uomo, sequestrarono un gruppo di notabili nei pressi del convento dei Cappuccini ad Acri, tra cui il padre di Falcone e il fratello. L'azione fu contrastata da una spedizione dei bersaglieri guidata da un giovane soldato, Ronchetti, che con grande audacia riuscì a liberare gli ostaggi salvando anche il vescovo.

### Episodi minori
Falcone fu anche responsabile della distruzione di una piccola ma pericolosa banda nascente composta da individui come Boccadoro, Boccaperta e Sguizzino, che avevano tentato di uccidere le loro mogli e si erano dati alla macchia. Grazie all'azione investigativa e all’intervento della Guardia Nazionale di Acri, guidata da Falcone, i malviventi furono arrestati prima che potessero rafforzarsi.

## Onorificenze e incarichi civili
Per le sue azioni militari e il suo impegno civile, Raffaele Falcone ricevette numerose onorificenze, tra cui quella di:
Fu inoltre eletto Consigliere Provinciale di Cosenza e membro della Regia Società Didascalica Italiana, dimostrando un costante impegno anche nella formazione e nella vita culturale del paese.